# Екатеринодарский 1-й казачий полк
1-й Екатеринодарский кошевого атамана Чепеги, Кубанского казачьего войска — воинское подразделение в Русской императорской армии.
- Старшинство — 1788 г.
- Полковой праздник — общий с войском.

## Формирование полка
1-й Екатеринодарский полк Кубанского казачьего войска ведёт свою историю от верных Запорожских казаков.
14 января 1788 года из верных Запорожцев учреждено войско верных казаков Черноморских, имевших в своём составе пешие и конные части.
1 января 1871 года наименование Екатеринодарского конного полка получил 1-й Нагорный кордонный полк Кубанского казачьего войска. 

## Список станиц полкового округа
Полковой округ - Екатеринодарский, состоял из станиц Екатеринодарского отдела Кубанской области. 
- Азовская,
- Васюринская,
- Воронежская,
- Георгие-Афипская,
- Динская,
- Елисаветинская,
- Ильская,
- Калужская,
- Кирпильская,
- Крепостная,
- Марьянская,
- Новодмитриевская,
- Новотитаровская,
- Пашковская,
- Пензенская,
- Раздольная,
- Северская,
- Смоленская,
- Старокорсунская,
- Старомышастовская,
- Усть-Лабинская.

## Знаки отличия
- Полковое простое знамя с надписью «За отличие при взятии крепости Анапы в 12-й день июня 1828 года»[1], пожалованное 21 сентября 1831 года.
- Знаки отличия на головные уборы с надписью «За отличие при покорении Западного Кавказа в 1864 году и в Маньчжурии в 1905 году»[1], пожалованные 12 октября 1908 года.
- Белевая тесьма на воротнике и рукавах мундиров нижних чинов, пожалованная 6 декабря 1908 года.

## Командиры полка
- 09.01.1871 — 28.09.1872 — полковник Венеровский, Степан Александрович
- 28.09.1872 — 16.02.1881 — подполковник (с 30.08.1873 полковник) Косякин, Демьян Иванович
- 16.02.1881 — 08.05.1885 — подполковник (с 15.05.1883 полковник) Мазан, Иван Иванович
- 20.06.1885 — 03.08.1891 — полковник Педин, Антон (Антоний) Филиппович
- 03.08.1891 — 20.03.1896 — полковник князь Дондуков-Корсаков, Михаил Александрович
- 20.03.1896 — 23.10.1900 — полковник Карцев, Пётр Александрович
- 24.12.1900 — 03.05.1904 — полковник Хелмицкий, Павел Людвигович
- 25.06.1904 — 01.05.1910 — полковник Непокупной, Дмитрий Емельянович
- 28.07.1910 — 24.04.1913 — полковник Ягодкин, Павел Яковлевич
- 02.05.1913 — 07.06.1916 — полковник (с 18.11.1915 генерал-майор) Бабиев, Гавриил Фёдорович
- 19.11.1916 — после 25.09.1917 — полковник Корсун, Константин Иванович